# Libramont
Libramont is een dorp in de Belgische provincie Luxemburg en een deelgemeente van Libramont-Chevigny. Het dorp Libramont is de hoofdplaats van de gemeente. In Libramont bevindt zich het Keltenmuseum.

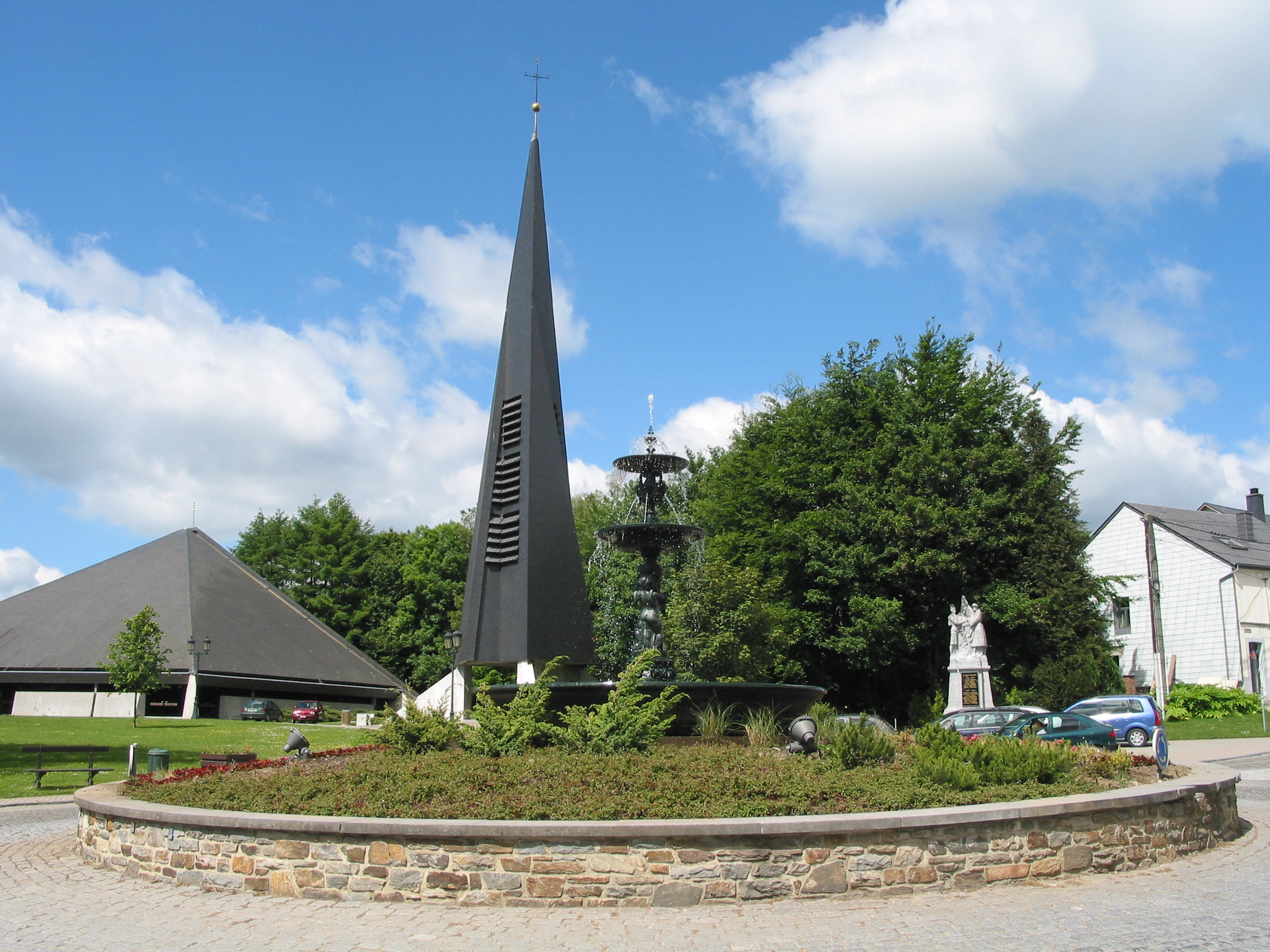
De Heilig Hartkerk (1975) in Libramont.

## Geschiedenis
De gemeente Libramont werd opgericht in 1899, toen Libramont werd afgesplitst van Saint-Pierre. In 1977 werd Libramont een deelgemeente van de nieuwe gemeente Libramont-Chevigny.

## Demografische ontwikkeling
- Bronnen:NIS, Opm:1831 tot en met 1970=volkstellingen, 1976= inwoneraantal op 31 december

## Evenementen
- Beurs van Libramont (Frans: Foire de Libramont), een jaarlijkse beurs voor land- en bosbouw, een van de grootste in open lucht in Europa

## Verkeer en vervoer
In de plaats ligt het Station Libramont. De NMBS hief de spoorweg van Libramont naar Bastenaken op in 2003; in de plaats daarvoor is er een buslijn gekomen.
Het station wordt bediend door de IC Brussel - Luxemburg (1x/uur), L-trein Libramont - Aarlen via Marbehan (1x/2uur), Libramont - Aarlen via Virton (1x/2uur), Libramont - Namen (1x/2uur) , Libramont - Ciney (1x/2uur) en verscheidene P-treinen tijdens de spitsuren.

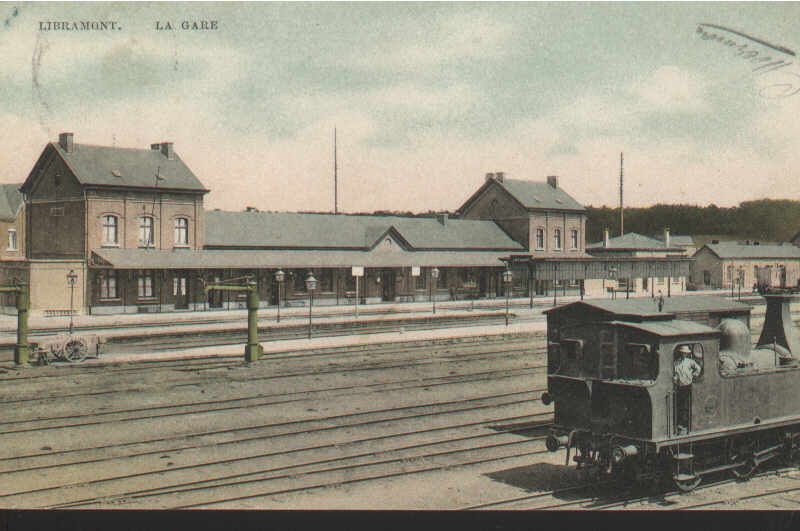
Het station van Libramont omstreeks 1900.

## Mensen uit Libramont
- Marie Howet (1897-1984), kunstschilderes
- Véronique Collard (1963), langeafstandsloopster
- Anne Laffut (1973), politica
- François Gourmet (1982), tienkamper
- Jonathan Henrion (1982), wielrenner
- Guillaume François (1990), voetballer
- Arnaud de Lie (2002), wielrenner

Deelgemeenten: Bras · Freux · Libramont · Moircy · Recogne · Remagne · Sainte-Marie-Chevigny · Saint-Pierre

Overige dorpen en gehuchten: Bernimont · Bonnerue · Bougnimont · Chenet · Flohimont · Jenneville · Lamouline · Laneuville · Neuvillers · Nimbermont · Ourt · Presseux · Renaumont · Rondu · Sberchamps · Séviscourt · Wideumont

Belgische gemeenten · Arrondissement Neufchâteau · Luxemburg · Wallonië